# КФ Балкани
„Балкани“ (на албански: Klubi Futbollistik Ballkani) е косовски футболен клуб от град Суха река, частично призната държава Косово. Играе в Суперлига, най-силната дивизия на Косово.

## История
Клубът е основан през 1947 год. като „КФ Риния“. Играе домакинските си срещи на „Градски стадион“ в Суха река, с капацитет 1500 зрители. През 1965 г. клубът сменя името си на „КФ Балкани“.
През сезон 2021/22 за първи път в своята история става шампион на Косово и участва в Шампионска лига 2022/23. Клубът става първият косовски клуб, който влиза в групите на евротурнири, където завършва на последно място, но записва победа като гост с 4-3 срещу Сивасспор. Това става след победата над Шкупи на плейофи за влизане в групите на Лига на конференциите 2022/23.

## Успехи
Косово
- Суперлига
  -  Шампион (3): 2021/22, 2022/23, 2023/24
  -  Бронзов медал (1): 2020/21
- Купа на Косово:
  -  Носител (1): 2023/24
  -  Финалист (1): 2019/20
- Първа лига (2 дивизия)
  -  Шампион (1): 2012/13

## Участия в евротурнирите
| Сезон   | Турнир                | Кръг                       | Съперник       | Домакин | Гост    | Общ резултат |
| ------- | --------------------- | -------------------------- | -------------- | ------- | ------- | ------------ |
| 2022–23 | Шампионска лига       | Първи квалификационен кръг | Жалгирис       | 1–1     | 0–1 сдв | 1–2          |
| 2022–23 | Лига на конференциите | Втори квалификационен кръг | Ла Фиорита     | 6–0     | 4–0     | 10–0         |
| 2022–23 | Лига на конференциите | Трети квалификационен кръг | КИ Клаксвик    | 3–2     | 1–2 сдв | 4–4 (4-3 д.) |
| 2022–23 | Лига на конференциите | Плейоф                     | Шкупи          | 1–0     | 2–1     | 3–1          |
| 2022–23 | Лига на конференциите | Групова фаза - Група G     | Славия (Прага) | 0–1     | 2–3     | 4th          |
| 2022–23 | Лига на конференциите | Групова фаза - Група G     | Клуж           | 1–1     | 0–1     | 4th          |
| 2022–23 | Лига на конференциите | Групова фаза - Група G     | Сивасспор      | 1–2     | 4–3     | 4th          |